# Kachexie
Unter Kachexie (altgriechisch κακός kakos ‚schlecht‘ und ἕξις hexis ‚Zustand‘) versteht man eine krankhafte, sehr starke Abmagerung. Kachexie ist ein multifaktorielles Syndrom, das bei verschiedenen chronischen Erkrankungen auftritt. Viele Patienten mit chronischen Krankheiten wie Krebs (50 % bis 80 % der Krebspatienten sind von Kachexie betroffen), AIDS oder Autoimmunerkrankungen leiden an dieser Zusatzerkrankung. Dabei handelt es sich um ein hochkomplexes und noch wenig verstandenes Syndrom, das zu einem unkontrollierbaren Gewichtsverlust führt. Schrumpfende Fettreserven und ein Abbau des Muskelgewebes führen zur Schwächung. Kachexie gilt als einer der Faktoren, die zu einem vorzeitigen Tod beitragen.
In Deutschland gilt gemäß SEG 4-Kodierempfehlungen des Medizinischen Dienstes der Krankenversicherung (MDK) der ICD-10-Code R64 – Kachexie als begründet kodiert, wenn aufgrund einer Erkrankung der Body-Mass-Index unter 20 kg/m² liegt und mindestens drei weitere Kriterien (verringerte Muskelkraft, Erschöpfung, Appetitlosigkeit, niedriger Fettfreie-Masse-Index, abnormale Biochemie) hinzukommen.

## Ursachen
Mögliche Ursachen sind:
- chronische, auszehrende Krankheiten wie z. B. Krebs (siehe Tumorkachexie),
- Infektionskrankheiten[2] wie AIDS oder die afrikanische Schlafkrankheit (Infektion mit Trypanosoma brucei),
- COPD,
- rheumatoide Arthritis (rheumatoide Kachexie),
- Diabetes mellitus Typ I,
- Nahrungsentzug, Fehlernährung (Mangelernährung wie z. B. Kwashiorkor, Unterernährung),
- Essstörungen (Bulimie, Anorexia nervosa), sie treten vor allem bei jungen Frauen auf, zu ihrer Erklärung werden heute psychische, soziale, aber auch vermehrt biologische Faktoren herangezogen,
- anhaltende Erkrankungen des Magen-Darm-Trakts (Enteritis, Indigestion) oder der Bauchspeicheldrüse (vor allem chronische Pankreatitis), sie können zu einem Nährstoffmangel durch mangelnde Aufspaltung im oder mangelnde Aufnahme aus dem Darm führen (Malassimilation, Maldigestion, Malabsorption),
- chronische Herzinsuffizienz (kardiale Kachexie),
- chronische Lungenerkrankungen mit respiratorischer Insuffizienz (pulmonale Kachexie),
- Alterserscheinung (senile Kachexie),
- terminale Sterbephase.

## Pathophysiologie
In den letzten Jahren haben Studien mit experimentellen Modellen von Krebs-assoziierter Kachexie zu einem verbesserten Verständnis beigetragen, wie Entzündungsprozesse und damit verbundene Veränderungen im Stoffwechsel die Kachexie auslösen. Diese Studien zeigten, dass Entzündungsfaktoren durch direkte oder indirekte Mechanismen sowohl den Appetit beeinflussen als auch den Fett- und Muskelstoffwechsel verändern, was zum Gewichtsverlust führen kann.
Aufgrund verringerter Nahrungsaufnahme und eines veränderten Stoffwechsels verlieren Patienten ungewollt Körpergewicht und Kraft. Fettreserven und Skelettmuskelmasse werden zunehmend aufgebraucht, was durch Nahrungsmittelergänzung nicht rückgängig gemacht werden kann. Kachexie beeinträchtigt die Lebensqualität des Patienten erheblich und verschlechtert das Ergebnis laufender Therapien.
Im Zusammenhang mit Infektionskrankheiten ist über Kachexie deutlich weniger bekannt. So ist es auch ungeklärt, ob dieselben molekularen Mechanismen der Kachexie bei Krebs auch bei chronischen Infektionen vorliegen. So führten Virusinfektionen zu einer gravierenden Reorganisation der Architektur des Fettgewebes verbunden mit der Aktivierung der Lipolyse, einer molekularen Kaskade von Prozessen, die der Körper zur Auflösung seiner Fettdepots verwendet. Jedoch spielten keiner der Entzündungsmediatoren, von denen bekannt ist, dass sie Kachexie bei Krebs auslösen, in einem Mausmodell zur infektions-assoziierten Kachexie eine Rolle.
Im Gegensatz zur Inanition (Abmagerung) werden bei der Kachexie nicht nur die Speicherfettdepots, sondern auch das Baufett und die Muskulatur abgebaut. Symptome sind zunehmende Kraftlosigkeit und Lethargie. Das Knochenmark wandelt sich in Gallertmark um, auch bei anderen Organen kommt es zu Atrophien und Funktionsausfällen. Lebensbedrohlich wird der Zustand, wenn der Herzmuskel angegriffen wird. Kachexie führt damit bald zu unumkehrbaren (irreversiblen) Veränderungen und schließlich zum Tod („terminale Kachexie“ = Endstadium).

## Therapie
Trotz des enormen klinischen Bedarfs sind die Standards für Diagnose und Betreuung von kachektischen Patienten nach wie vor unzureichend und wirksame Behandlungsmöglichkeiten fehlen. Die Therapie besteht soweit in einer Ernährungsbehandlung (insbesondere künstliche Ernährung) und Beseitigung der auslösenden Ursache, soweit diese behandelbar ist. Am unvermeidlichen Lebensende ist eine solche Therapie nicht immer geboten. Entscheidend ist der Wille des Patienten, ob der Patient überhaupt Hunger hat und ob sich Symptome mit einer forcierten Nahrungszufuhr tatsächlich lindern lassen.